# Đại dịch COVID-19 tại Lãnh thổ Ấn Độ Dương thuộc Anh
Đại dịch COVID-19 tại Lãnh thổ Ấn Độ Dương thuộc Anh là một phần của đại dịch toàn cầu đang diễn ra do virus corona 2019 (COVID-19) gây ra bởi virus corona gây hội chứng hô hấp cấp tính nặng 2 (SARS-CoV-2). Virus được xác nhận là đã đến Diego Garcia thuộc Lãnh thổ Ấn Độ Dương thuộc Anh vào tháng 11 năm 2020.

## Bối cảnh
Vào ngày 12 tháng 1 năm 2020, Tổ chức Y tế Thế giới (WHO) xác nhận rằng coronavirus mới là nguyên nhân gây ra bệnh đường hô hấp ở một nhóm người ở thành phố Vũ Hán, tỉnh Hồ Bắc, Trung Quốc và đã được báo cáo cho WHO vào ngày 31 tháng 12 năm 2019.
Tỷ lệ ca tử vong đối với COVID-19 thấp hơn nhiều so với đại dịch SARS năm 2003, nhưng tốc độ truyền bệnh cao hơn đáng kể cùng với tổng số người chết cũng đáng kể.

## Dòng thời gian

### Tháng 11 năm 2020
Vào tháng 11 năm 2020, trường hợp đầu tiên của COVID-19 đã được xác nhận tại Diego Garcia.

### Tháng 12 năm 2020
Vào tháng 12 năm 2020, trường hợp thứ hai có liên hệ chặt chẽ với trường hợp đầu tiên đã được xác nhận.

### Tháng 5 năm 2021
Vào tháng 5 năm 2021, 3 trường hợp khác đã được xác nhận từ một chuyến bay. Đó là các nhân viên đến đảo vào tháng Tư.